# Filtron
Filtron – segment (podciąg) ciągu a, który podczas iterowanego przetwarzania a przez automat M wykazuje okresowość. Występuje zawsze w parze z automatem (jako modelem przetwarzającym ciągi). Filtrony automatu zachowują się jak solitony dyskretne. W szczególności podczas kolizji zdolne są do różnych, specyficznych oddziaływań znanych jako zjawiska nieliniowe, np. przenikanie, odbicia, orbitowanie itp.

## Definicja formalna
Filtron (p-okresowy) modelu (automatu) M to łańcuch, który jest M-segmentem i wykazuje p-okresowość podczas automatowego przetwarzania iterowanego (w skrócie a. p. i.) konfiguracji {\displaystyle a^{t}}
- Łańcuch (skończony ciąg symboli ze zbioru A)
{\displaystyle a^{t}\_=a_{1}\dots a_{L}}
{\displaystyle a_{1}\in A,L>0,a_{1}\neq 0}
łańcuch {\displaystyle a^{t}\_} ma p różnych postaci zwanych stanami orbity filtronu
jest p okresowy po czasie i d okresowy po przestrzeni
- Konfiguracją nazywamy ciąg zer zawierający dany łańcuch:
{\displaystyle a^{t}=\ldots 0a_{1}^{t}a_{2}^{t}a_{3}^{t}\dots a_{L_{t}}^{t}\_0\dots }
- M-segment:
{\displaystyle a_{1}} implikuje uaktywnienie automatu M, {\displaystyle a_{L}} – wygaszenie
dla wszystkich t = 0, 1, \dots, p-1 każdy łańcuch {\displaystyle a^{t}\_} jest M-segmentem
- Model M:
to taki automat, że można w jego działaniu wyróżnić dwa tryby pracy: tryb wygaszenia (wtedy automat przepisuje symbole zerowe) oraz tryb aktywności (wtedy automat może zmieniać symbole ciągu wejściowego).

## Rodzaje interakcji
Filtrony mogą ze sobą wchodzić w następujące interakcje:
- kolizje niedestrukcyjne
- anihilacje
- odbicie
- orbitowanie
- fuzja
- przeskok przez wiązkę
- zmiana okresu